# Steve Seymour
Stephen Andrew "Steve" Seymour (* 4. Oktober 1920 in New York City; † 18. Juni 1973 in Los Angeles) war ein US-amerikanischer Leichtathlet, der in den Jahren nach dem Zweiten Weltkrieg als Speerwerfer erfolgreich war.
Er konnte dreimal die amerikanische Meisterschaft gewinnen:
| Jahr  | 1947        | 1948       | 1949          | 1950            | 1951       | 1952          | 1953          | 1959           |
| Weite | 248-10 (1.) | 230-5 (1.) | 219-5.50 (5.) | 228-10.875 (1.) | 228-8 (3.) | 216-0.50 (5.) | 213-2.50 (4.) | 232-11.50 (5.) |

Die 1947 erzielte Weite von 248-10 entsprechen 75,84 m und bedeuteten amerikanischer Rekord.
Auf internationaler Ebene konnte Seymour zwei Silbermedaillen gewinnen:
- Panamerikanische Spiele 1951 in Buenos Aires:
  - Silber mit 67,08 m hinter dem siegreichen Argentinier Ricardo Héber, der exakt einen Meter weiter warf
- Olympische Spiele 1948 in London:
  - Silber mit 67,56 m hinter dem Finnen Tapio Rautavaara (Gold mit 69,77 m) und vor dem Ungarn József Várszegi (Bronze mit 67,03 m)

Bei den Olympischen Spielen 1952 in Helsinki war er nicht mehr am Start.